# Бранди Анистън
Бранди Анистън (на английски: Brandy Aniston) е американска порнографска актриса, родена на 19 октомври 1986 г. в Ориндж, Калифорния, САЩ.

## Кариера
Дебютира като актриса в порнографската индустрия през 2009 г.
Анистън е една от 15-те порноактриси участващи във видеоклипа на песента „YouPorn“ (2012) на рапъра Брайън Макнайт.
През октомври 2012 г. Анистън се включва в отбора на Уикед Пикчърс за набирането на финансови средства за борба с ХИВ вируса и синдрома на придобитата имунна недостатъчност и участва в благотворителното шествие в Лос Анджелис заедно с порноактьорите Джесика Дрейк, Сторми Даниълс, Кортни Кейн, Кейлани Лей, Алектра Блу, Кени Стайлс, Брад Армстронг и други. По време на шествието всички в отбора на Уикед изразяват своето недоволство срещу задължителната употреба на кондоми при снимането на порнографски филми, като носят тениски с протестен надпис. През 2013 г. Анистън отново е включена в отбора на Уикед за благотворителното шествие в Лос Анджелис, предвидено за 13 октомври.

## Награди и номинации
Носителка на награди
- 2013: AVN награда за невъзпята звезда на годината.[7]
- 2014: AVN награда за най-добра поддържаща актриса.[8]

Номинации
- 2013: Номинация за XRCO награда за невъзпята сирена.[9]